# Percival Lowell

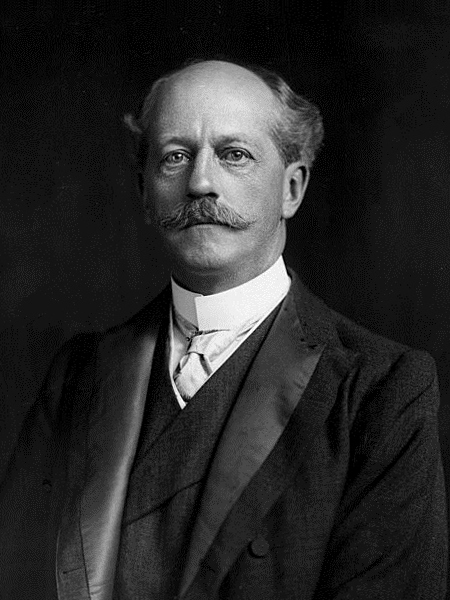
Percival Lowell

Percival Lowell (n. 13 martie 1855, Boston, Massachusetts, Massachusetts – d. 12 noiembrie 1916, Flagstaff, Arizona) a fost un astronom american, care a înființat observatorul astronomic omonim, Lowell Observatory din Flagstaff, Arizona. Lucrările lui au fost importante pentru descoperirea planetei transuraniene, considerată astăzi o planetă pitică, Pluton.
Lowell este cunoscut mai ales pentru că a susținut, alături de colegul său, astronomul William Henry Pickering, presupusa existență a canalelor pe Marte, ipoteză lansată de astronomul italian Giovanni Schiaparelli în 1877. Unul din primii care s-au îndoit serios de această ipoteză, aducând o serie de argumente științifice serioase, a fost asistentul lor din anii 1890, Andrew Ellicott Douglass, un alt astronom american, care a activat la University of Arizona din Tucson, Arizona, cunoscut mai ales pentru munca sa de confirmare sau neconfirmare a unor ipoteze astronomice, dar mai ales pentru fondarea dendrocronologiei.